# Nowy cmentarz żydowski w Lelowie
Nowy cmentarz żydowski w Lelowie – nieistniejący kirkut znajdujący się w Lelowie, na wschód od wsi, w pobliżu rzeki Białki.
Cmentarz został założony w XIX wieku po tym, jak stary cmentarz został już całkowicie zapełniony. Podczas II wojny światowej hitlerowcy doszczętnie zdewastowali cmentarz, wywożąc praktycznie wszystkie nagrobki, które prawdopodobnie posłużyły jako materiał budowlany. Obecnie teren cmentarza służy jako pole orne.